# Duke Robillard

Duke Robillard 2010

Duke Robillard (* 4. Oktober 1948 in Woonsocket, Rhode Island; eigentlich Michael Robillard) ist ein US-amerikanischer Blues-Sänger und -Gitarrist.
Robillard erregte erstmals 1967 in Westerley (Rhode Island) als Gründer von Roomful of Blues Aufmerksamkeit. 1979 verließ er die Band wieder um Leadgitarrist für Robert Gordon zu werden. Danach war er kurzzeitig Mitglied der Legendary Blues Band. 1981 gründete er dann die Duke Robillard Band, die sich bald in Duke Robillard & the Pleasure Kings umbenannten. Nachdem die Band 1984 einen Plattenvertrag bei Rounder Records bekommen hatte, veröffentlichte sie eine Reihe von Alben und trennte sich 1990 wieder.
Noch im gleichen Jahr ersetzte Robillard zusammen mit Doug Bangham Jimmie Vaughan bei den Fabulous Thunderbirds, die sich bald darauf trennten. Von da an arbeitete Robillard als Solo-Künstler, der in den 1990ern und 2000ern eine Vielzahl von Alben auf den Markt brachte. Er wird auch auf Chris Florys Album Blues in My Heart (2003) herausgestellt.
Ab 5. April 2013 spielte er für einige Konzerte in der Band von Bob Dylan.

## Diskografie
- Duke Robillard & the Pleasure Kings (1983) (Rounder 3079)
- Too Hot to Handle (1985) (Rounder 3082)
- Swing (1987) (Rounder 3103)
- Rockin' Blues (1988) (Rounder 11548)
- You Got Me (1988) (Rounder 3100)
- After Hours Swing Session (1990) (Rounder 3114)
- Turn It Around (1990) (Rounder 3116)
- Temptation (1994) (Pointblank 39652)
- Duke's Blues (1996) (Stony Plain 1195)
- Dangerous Place (1997) (Pointblank 42857)
- Plays Jazz (1997) (Bullseye 9597)
- Plays Blues (1998) (Bullseye 9598)
- Stretchin' Out (live-Album; 1998) (Stony Plain 1250)
- New Blues for Modern Man (1999) (Stony Plain 1259)
- La Palette Blue (1999) (Dixiefrog 8486) (wie New Blues for Modern Man mit einem zusätzlichen Song)
- Conversations in Swing Guitar (1999) (Stony Plain 1260)
- Explorer (2000) (Stony Plain 1265)
- Living with the Blues (2002) (Stony Plain 1277)
- More Conversations in Swing Guitar (2003) (Stony Plain 1292)
- Exalted Lover (2003) (Stony Plain 1293)
- Blue Mood: The Songs of T-Bone Walker (2004) (Stony Plain 1300)
- Blue Mood: The Songs of T-Bone Walker (2004) (Dixiefrog 8580) (8 zusätzliche Songs auf 2.CD)
- New Guitar Summit (2004) (stony Plain 1301)
- The Duke Meets The Earl (2005) (Stony Plain 1303)
- A Special Evening At Blackstone Theatre (2005) (Stony Plain 1308) (DVD und CD)
- Guitar Groove A-Rama (2006) (Stony Plain 1316)
- The Unheard Duke Robillard Tapes (2006) (Blue Duchess DRSP01)
- World Full of Blues (2007) (Stony Plain 1323) (2 CD)
- A Swing Session with Duke Robillard (2008) (Stony Plain 1331)
- Best Of Rounder Records (2009) (Rounder 132632)
- Duke's Box-The Blues And More (2009) (Dixiefrog 8657) (3 CD Box)
- Tales From The Tiki Lounge (2010) (Blue Duchess TL 1001)
- Passport to the Blues (2010) (Stony Plain 1349)
- Low Down and Tore Up (2011) (Stony Plain 1357)
- Wobble Walkin (2012) (Blue Duchess BD001)
- Independently Blue (2013) (Stony Plain 1364)
- Calling All Blues! (2014) (Stony Plain 1374)
- The Acoustic Blues & Roots of Duke Robillard (2015) (Stony Plain 1383)
- Blues Full Circle (2016) (Stony Plain 1392)
- Duke Robillard And His Dames Of Rhythm (2017) (M.C.Records 083)
- Roll with Me (2024) (Stony Plain)